# Guerres romano-sabelliennes
Les guerres romano-sabelliennes du Ve siècle av. J.-C. opposent la ligue latine d'une part, dont Rome est un membre à part entière avec une position dominante et dont les Herniques sont des alliés à partir de 486, à divers peuples sabelliens indépendants et souvent alliés d'autre part, notamment les Volsques et les Èques, mais aussi les Sabins et les Aurunces.

## Synthèse des historiens modernes

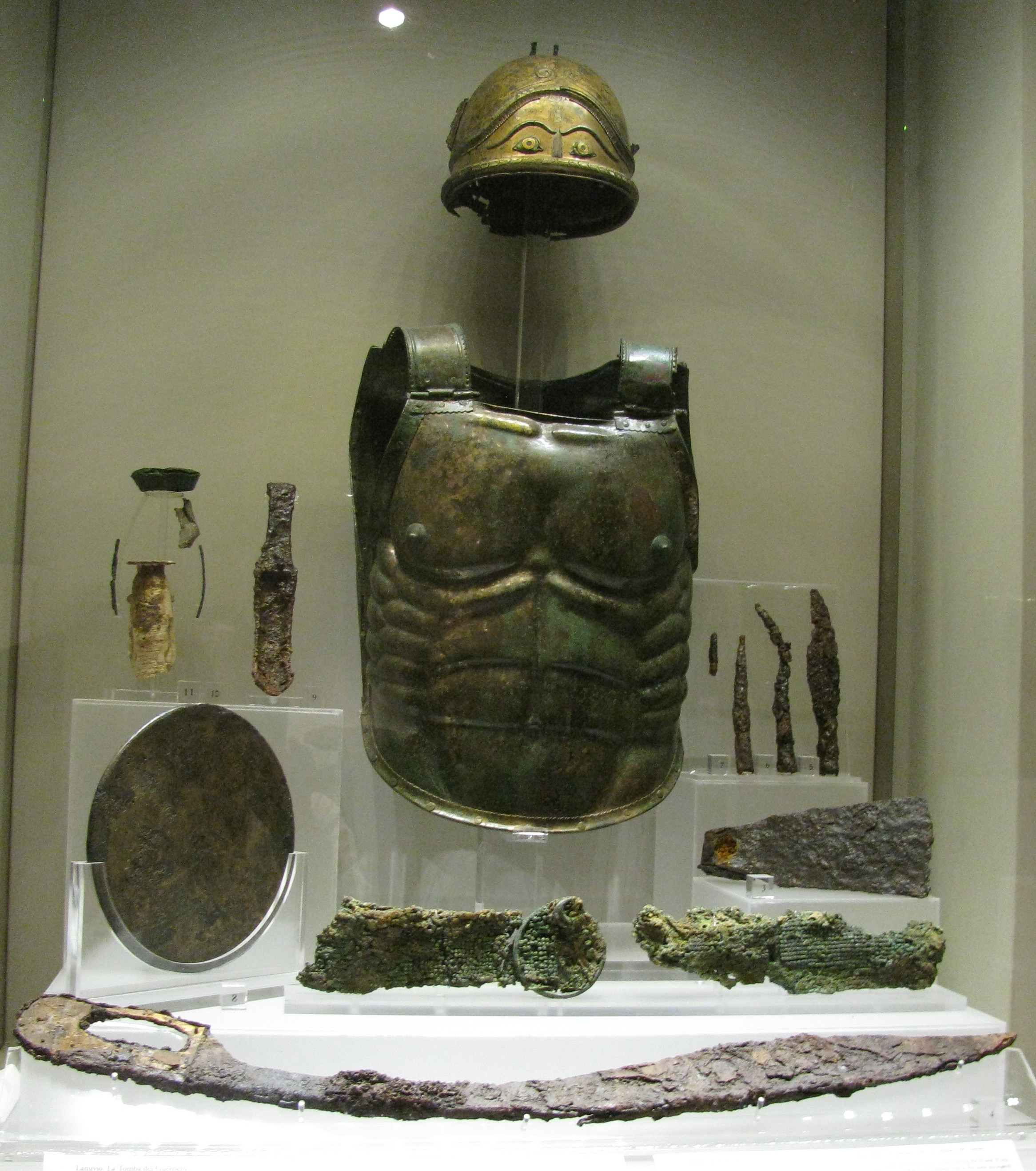
Armement hoplitique, tombe de guerrier du à Lanuvium, voisine de Rome

### Les invasions sabeliennes
À partir de la fin du VIe siècle, les peuples sabelliens de l’Apennin commencent à sortir des montagnes et à menacer les plaines et les régions côtières d'Italie. Parmi ces peuples, Rome côtoie depuis longtemps les Sabins, proche des Latins, les Herniques et les Èques depuis des décennies, mais aussi les Volsques, les Aurunces, les Marses, puis les Samnites qui envahissent la Campanie au milieu du Ve siècle et, plus au sud, les Lucaniens, qui submergent toute la péninsule calabraise,,. 
Cette migration vers le sud du Latium entraine des conflits avec les habitants de cette région, les Latins et Rome, la cité-État dominante de la région. Plusieurs communautés latines périphériques semblent submergées et pour répondre à cette nouvelle menace que représente l'arrivée des peuples sabelliens, les Latins se lient par le fœdus Cassianum, vers 493 av. J.-C. selon la tradition antique, une alliance militaire conclue entre la ligue latine et Rome.

### Une série de conflits et de raids sabelliens
Au cours des premières années du régime républicain, Rome est engagée dans une série de conflits qui l'oppose aux Sabins, aux Aurunces ou encore aux Volsques. Rome apparaît comme une cité sur la défensive subissant continuellement les attaques de ses ennemis et non plus comme une cité puissante étendant sa loi sur le Latium.
À la fin du VIe siècle av. J.-C., Tite-Live rapporte des combats contre les Aurunces entre 503 et 495. Si l'on en croit Tite-Live, les Aurunces sont alors une grande puissance militaire, alliée des Volsques, qui s'étend jusqu'aux limites même des terres latines. Ils disparaissent ensuite du récit de l'historien romain pour ne réapparaître qu'en 345, présenté alors comme une faible tribu italique au territoire réduit.
Les Sabins font de nombreuses descentes dans le Latium jusqu’au milieu du Ve siècle avec notamment le raid de 460 av. J.-C. d'un chef sabin qui se serait emparé du Capitole et c'est l'armée latine d'un dictateur tusculan qui libère la colline,. Plus proche de Rome que les Volsques et les Èques, ils menacent directement l'Urbs. Après 448 av. J.-C., on n'entend plus parler d'eux.
Toute la partie méridionale de la région passe aux mains des Volsques au tout début de ce siècle. Ils arrivent par la haute-vallée de la Liris, puis la région de Privernum et s'installent dans les marais pontins. Ils séparent alors le Latium de la Campanie et leur arrivée marque la rupture de l'union culturelle qui avait réuni jusque-là la Campanie, le Latium et l'Étrurie méridionale. Toute la région pontine, de Circeii à Velitrae en passant par Satricum tombe aux mains des Volsques dans la première partie du Ve siècle.
Les Herniques forment une ligue autour de la ville d'Anagni dans la vallée du Tolerus et au nord-est de la cité de Signia. Cette dernière est renforcée en 491 av. J.-C. et devient un avant-poste face aux peuplades italiques. Situés entre les Èques et les Volsques, ils manifestent une hostilité nouvelle contre les Latins mais la période de conflit est de courte durée et ils se rallient aux Latins et à Rome dès 486 av. J.-C. selon la tradition,,.
Les Èques sont établis au nord des Herniques depuis longtemps eux aussi, de la haute vallée de l'Anio, au contact des Latins de Tibur et Préneste,. Au Ve siècle, ils font preuve d'une agressivité nouvelle, renouvelant année après année leurs offensives, souvent en liaison avec les Volsques. Ces derniers rapportent notamment plusieurs batailles au Mont Algide entre 465 et 431, année à laquelle ils sont mis hors état de nuire pour des années selon Tite-Live.
De 499 à 383, Préneste, troisième plus grande ville du Latium antique, est très peu mentionnée dans les sources antiques et la plus grande partie de la lutte de Rome et de la ligue latine contre les Èques semble s'être déroulée au sud de son territoire. Les historiens modernes ont proposé à ce propos que Préneste ait pu être submergée par les Èques ou serait parvenu à conclure une sorte d'accord avec eux,. Tibur, autre grande cité latine, est aussi assez peu mentionnée dans les sources antiques. Comme Préneste, Tibur a sans doute été submergée par les Èques ou a quitté la ligue latine durant le Ve siècle av. J.-C. Il s'agit en tout cas des deux cités latines d'importance les plus proches du territoire des Èques.
Le Ve siècle, dans le récit des historiens antiques, notamment Tite-Live, est une longue suite de guerres menées dans le voisinage de l'Urbs. On voit reparaître continuellement le nom des mêmes ennemis qui, régulièrement repoussés, n'en reprennent pas moins leurs attaques dès l'année suivante. Ces ennemis sont principalement les Volsques et les Èques pour lesquels il y a peu d'années, du moins jusqu'au milieu du siècle, où il ne laissent pas les Romains et les Latins en paix,. En 442 av. J.-C., la cité d'Ardée est organisée en colonie pour faire face aux Volsques.
C'est surtout contre Préneste, proche des Èques, ou encore Tusculum, plutôt que Rome, qui est menacé par ces raids. C'est la ligue latine qui organise la défense et non Rome,. Rome et les Latins sont entourés par des voisins hostiles qui ont sensiblement amputé leur territoire au début du Ve siècle et qui ne cessent de les harceler par des raids répétés. L'objectif de ces expéditions est de rapporter le plus de butins possibles et les Italiques ne cherchent pas à affronter Rome et les Latins en bataille rangée.

### Les Volsques et les Èques sur la défensive
C'est seulement à la fin du Ve siècle que Rome et les Latins reprennent l'offensive après avoir bloqué et repoussé les incursions italiques. Au tournant du Ve au IVe siècle, la situation aux frontières méridionales du Latium change. Désormais, les Volsques et les Èques ne constituent plus la menace permanente qu'ils ont représentée tout au long du Ve siècle.
Une colonie romano-latine déduite à Velitrae verrouille alors la voie d'invasion privilégiée par les troupes groupées des Volsques et des Èques contre les cités latines, et en 406 av. J.-C., la cité volsque d'Anxur est prise par les Romains. Selon Diodore de Sicile, le principal centre èque, Liphoecua, aurait été pris par les Romains vers 484 et de nouveau environ 90 ans plus tard.

## Après le sac de Rome (390)
En 390 selon la chronologie traditionnelle romaine, un raid gaulois, mené par le chef sénon Brennus, vainc l'armée romaine à la bataille de l'Allia puis met à sac Rome,. 
Les sources antiques rapportent que l'année qui suit le sac de Rome, les Étrusques, mais aussi les Volsques et les Èques, lèvent des armées pour porter le coup fatal à Rome, tandis que les Latins et les Herniques font défection et abandonnent leur alliance avec Rome,,,.